# Loma de la Tinaja
Loma de la Tinaja är en ort i Mexiko, tillhörande kommunen Almoloya de Juárez i den västra delen av delstaten Mexiko, i den centrala delen av landet. Orten hade 268 invånare vid folkräkningen 2010.